# Ferrero Rocher

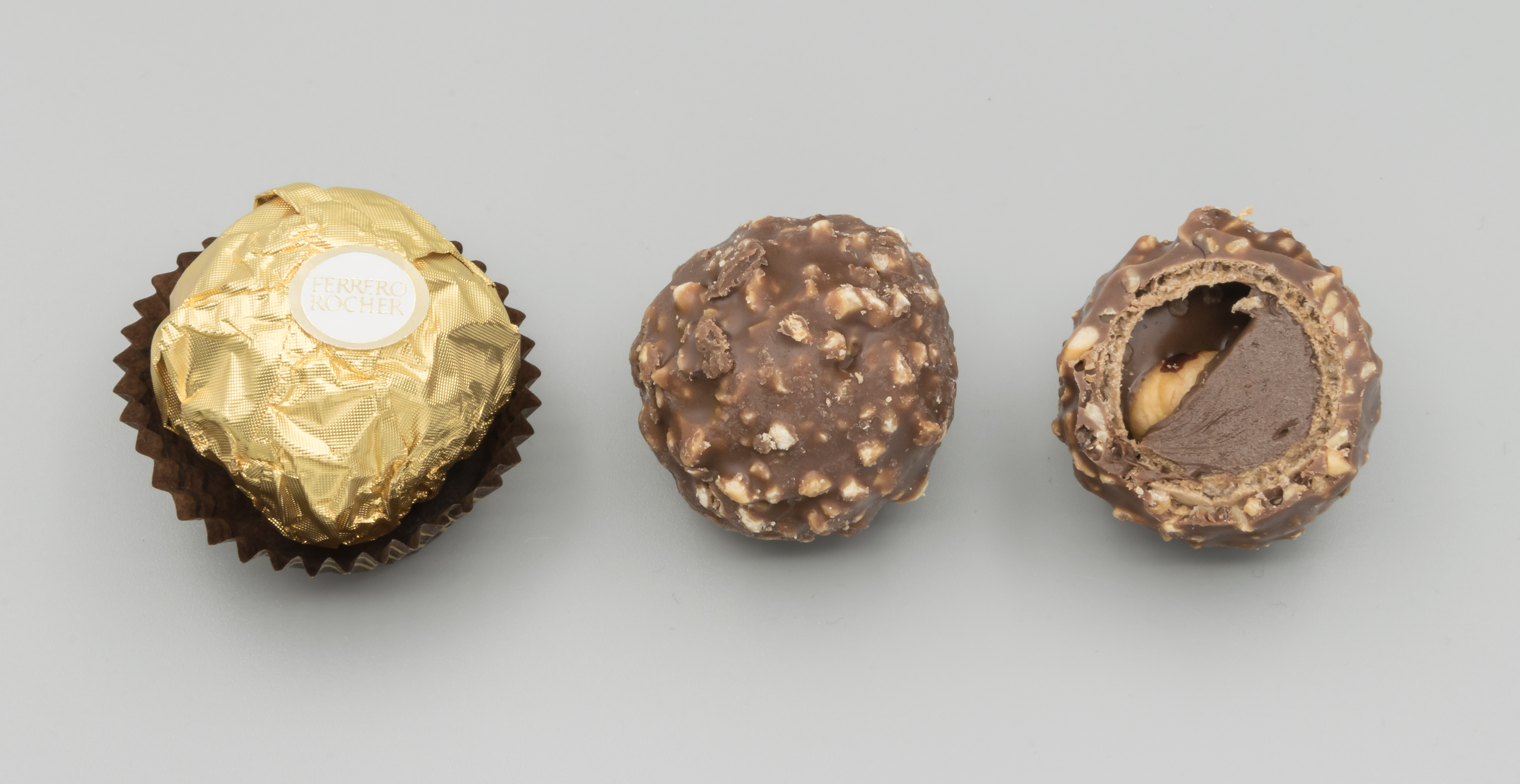
Ferrero Rocher.

Ferrero Rocher é uma marca de bombom de chocolate fabricado e comercializado pelo grupo italiano Ferrero. Tem origem italiana criado em 1946, com intuito de fazer um chocolate diferente dos outros, refinado. É constituído de uma avelã inteira recheada de chocolate, envolvida por wafers e coberta de chocolate com pitadas de avelã. Cada bombom possui cerca de 72 calorias e são embalados tradicionalmente um a um e colocados numa caixa dourada.

## Publicidade
Em 1995 foi criado um anúncio publicitário de televisão filmado num Rolls Royce prateado com uma senhora da nobreza (interpretada por Lee Skelton) e o seu motorista Ambrósio (interpretado por Paul Williamson).